# Pierrelatte
Pierrelatte là một xã thuộc tỉnh Drôme trong vùng Auvergne-Rhône-Alpes ở đông nam nước Pháp. Xã Pierrelatte nằm ở khu vực có độ cao trung bình 60 mét trên mực nước biển.